# Часовня Николая Чудотворца на Никольской горе
Часо́вня Николая Чудотворца на Никольской горе — православная часовня на Никольской (Белой) горе у рабочего посёлка Сурское Ульяновской области, Симбирской епархии Симбирской митрополии Русской православной церкви .

## История
Явление иконы Святого Николая Чудотворца наблюдалось в селе Сурское (до 1931 года — с. Промзино) в 1552 году. В 1600 году на Никольской (Белой) горе была поставлена небольшая деревянная часовня, где и поместили образ угодника. В 1820 году её заменили новой, тоже деревянной. В 1862 году была построена каменная часовня. Чудотворная икона выносилась к 9 мая, для службы молебен для богомольцев.
В начале 1930-х годов Никольский храм в Промзино, где хранилась чудотворная икона, закрыли, а позже и вовсе снесли, сама икона (в золотом окладе с алмазными украшениями) бесследно исчезла.
В 1992 году по благословению владыки Прокла (Хазов) Александр Степанович Гордеев и Николай Аркадьевич Пластов создали эскиз, по которому на Никольской горе был установлен девятиметровый ажурный железный крест.
В 1996 году была восстановлена часовня.
В 2007 году Министерство связи России выпустило ХМК — «Ульяновская область. Сурское. Часовня на Никольской горе».
Дважды в год, в январе и в мае, в день св. Николая-угодника тысячи людей со всей России приходят на Никольскую гору и к святым колодцам.
22 мая 2024 года, в среду 3-й седмицы по Пасхе, в день памяти перенесения мощей святителя и чудотворца Николая из Мир Ликийских в Бар, Митрополит Симбирский и Новоспасский Лонгин (Корчагин) совершил Божественную литургию в часовне во имя святителя Николая Чудотворца на Никольской горе в р. п. Сурское.

## Духовенство
- иерей Сергий Чамышев[9];

## Престольный праздник
22 мая — день Памяти святителя Николая Чудотворца.

## Галерея

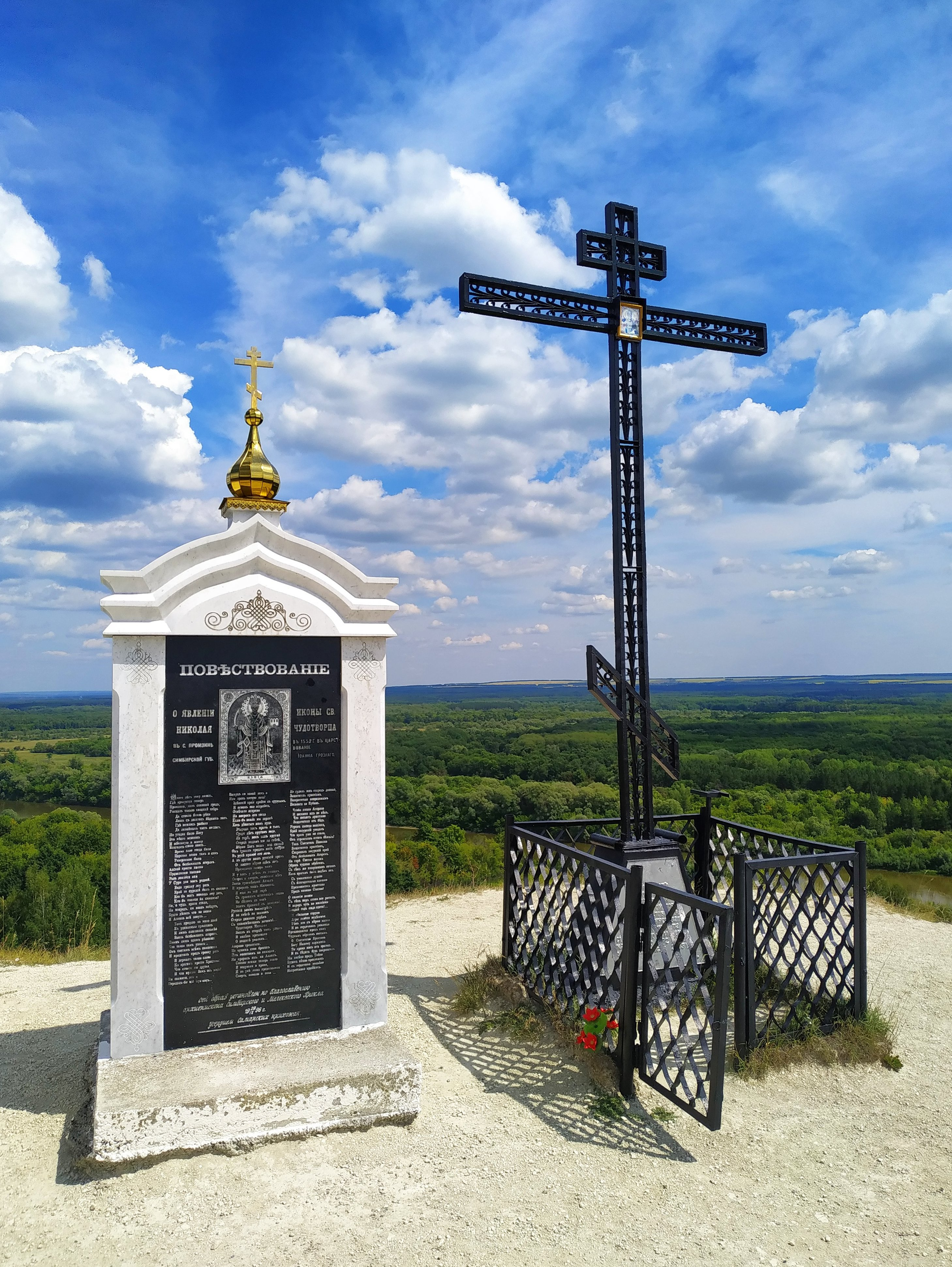
Никольская гора, Сурское.
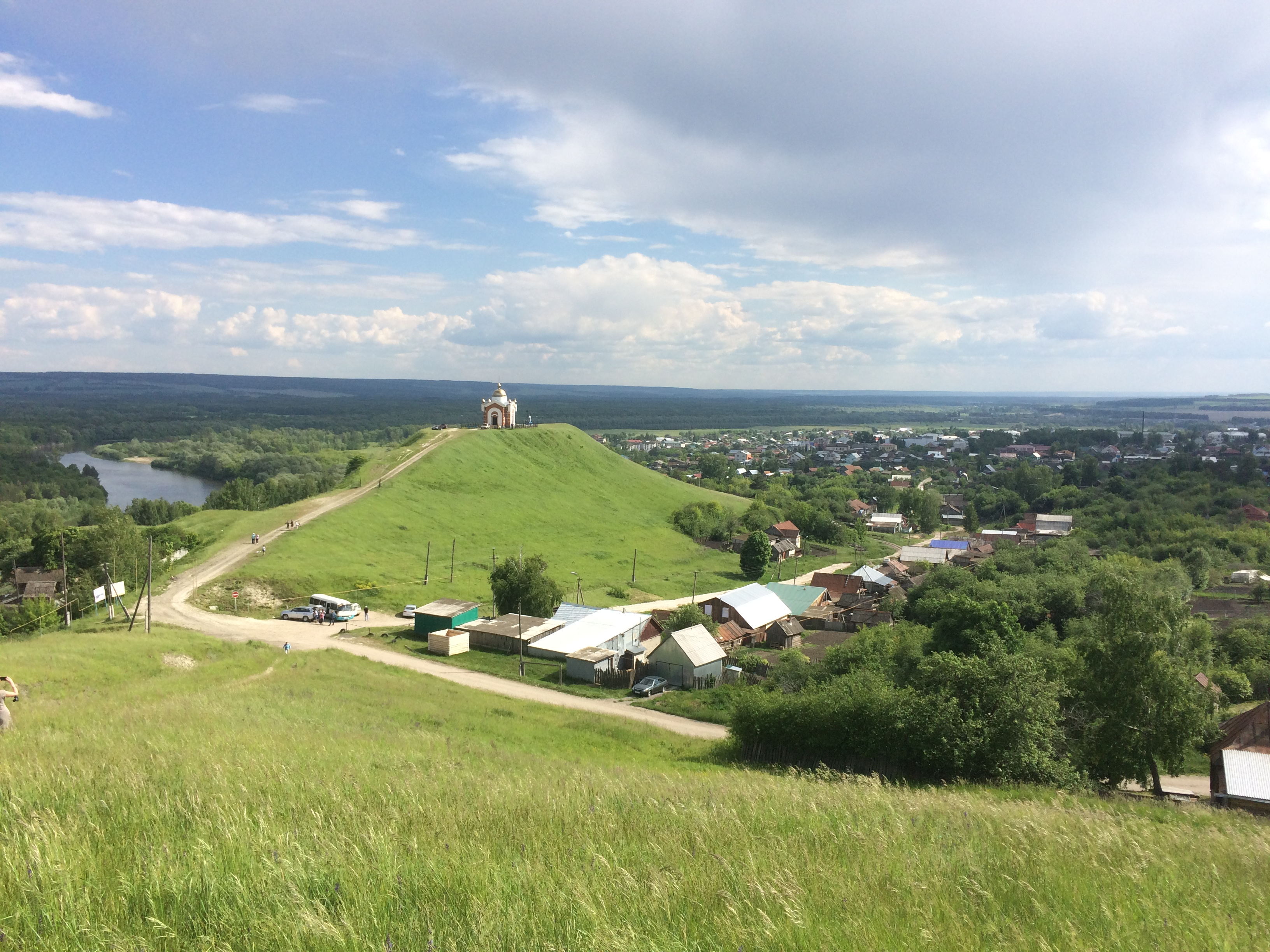
Гора Николая Чудотворца.